# Hélène Raguénès
Pour les articles homonymes, voir Raguénès.
Hélène Raguénès, née le 29 août 2000, est une céiste française. 

## Carrière
Aux Championnats du monde de descente 2018 à Muotathal, elle est médaillée d'or en C1 sprint par équipe et médaillée de bronze en C1 classique par équipe et en C2 classique. Elle est médaillée d'or en C1 sprint par équipe aux Championnats du monde de descente 2019 à La Seu d'Urgell.
Aux Championnats du monde de descente de canoë-kayak 2021 à Bratislava, elle est médaillée d'or par équipes avec Elsa Gaubert et Laura Fontaine.
Elle est licenciée à Pont-Réan (Ille-et-Vilaine). 